# Karolina Bielawska
Karolina Bielawska (11 de abril de 1999, Łódź) es una modelo polaca, personalidad televisiva, activista social, Embajadora de Buena Voluntad como Mensajera de la Paz de Naciones Unidas, filántropa, aristócrata polaca y publicista. Fue Miss Polonia 2019 y  Miss Mundo 2021.
Es hija de Agnieszka Zakrzewska-Bielawska, decana de la Facultad de Organización y Gestión de la Universidad Tecnológica de Lodz, y de Łukasz Bielawski, expresidente de ŁKS Łódź.
A través de su proyecto «Belleza con propósito» busca luchar contra la exclusión social, pues su propuesta proporciona ayuda constante a las personas sin hogar y en crisis.
Todos los domingos ofrece comida, bebidas, ropa, mascarillas, asesoramiento jurídico y apoyo médico profesional a casi 300 personas necesitadas en Lodz (ciudad del centro de Polonia).
El 24 de noviembre de 2019, representó a Lodz en Miss Polonia 2019 y compitió contra otras 19 candidatas en el Hotel Narvil Conference and Spa en Serock, Condado de Legionowo, Polonia. Ganó el título, lo que la convirtió en la candidata polaca a Miss Mundo 2020. Debido a la nueva pandemia de coronavirus, el evento del Miss Mundo 2020 fue cancelado, por lo que se quedó con el título de Miss Mundo Polonia 2021.
Karolina Bielawska fue coronada Miss Mundo 2021 en la final celebrada en el Coca-Cola Music Hall en la ciudad de San Juan, Puerto Rico el 16 de marzo de 2022.
Karolina ha viajado a países como México, USA, Polo Norte, Finlandia, Reino Unido, Singapur, Botswana, Vietnam, Singapur, Puerto Rico, Polonia, República Checa, India, Ecuador por mencionar algunos y ha participado en grandes  causas humanitarias. Ha difundido el lema de Miss Mundo en todo el mundo y se ha convertido en una de las ganadoras más fuertes del concurso inglés.